# Legione dei Superanimali
La Legione dei Superanimali è un gruppo di personaggi immaginari costituito da animali con superpoteri che spesso ha collaborato con la Legione dei Supereroi nelle loro missioni oppure ne ha preso il posto quando questa era impegnata lontana dalla Terra o dalla Federazione dei Pianeti Uniti. Sono comparsi in serie a fumetti pubblicate negli Stati Uniti d'America dalla DC Comics in particolare su Adventure Comics e nacque sull'onda della moda che aveva portato, tra la fine degli anni cinquanta e sessanta, alla creazione di una variegata serie di superanimali a partire da Krypto, cane dai superpoteri di Superman. Il motore principale, comunque, era quello di sfruttare il più possibile l'importante richiesta di fantascienza, che in quegli anni era alimentata da successi come serial televisivi come Ai confini della realtà

## Storia editoriale
Il gruppo è esordito nella serie a fumetti Adventure Comics n. 293 (febbraio 1962) ma la maggior parte dei personaggi era già apparsa in precedenti numeri. Storie del gruppo vennero pubblicate anche in altre serie come Legion's Adventure Comics dove, nel n. 322 (luglio 1964), Proty II viene inserito nella squadra, nel n. 343 (aprile 1966) in cui il gruppo aiuta la Legione dei Supereroi a combattere i Luck Lords o nel n. 364 (gennaio 1968), "La rivolta dei super-animali!". Dopo il periodo noto come Silver Age il gruppo è comparso raramente e scomparve del tutto nell'epoca post-crisi, ovvero dopo gli eventi narrati nella saga Crisi sulle Terre infinite; solo Krypto sarebbe diventato un personaggio di supporto nelle serie dedicate a Superman.

## Composizione del gruppo
Il gruppo è composto da Krypto, Streaky, Beppo, Comet e Proty II e furono protagonisti di storie avventurose spesso ingenue e semplicistiche ma permisero anche agli autori di proporre storie interessanti che altrimenti non avrebbero potuto realizzare con gli eroi classici.
Oltre ai componenti della Legione, ci sono molti altri personaggi come Asso, cane assistente di Batman, il gatto Streaky, Cosmo, il cucciolo spaziale dei Challengers of the Unknown, Wolf dei Boy Commandos, Rex, il cane meraviglia, il superconiglio Capitan Carota, titolare anche di una testata propria.

## Altre versioni
Una nuova versione del gruppo comparve nello speciale annuale Super Sons Annual n. 1. all'interno del progetto di rilancio editoriale The New 52 composta da Krypto, Titus (il cane di Damian Wayne), Streaky, Flexi the Plastic Bird (un pappagallo con poteri di Plastic Man), Bat-Cow e Clay Critter. Il gruppo si sciolse dopo una battaglia con Dex-Starr e le iene di Harley Quinn, Bud e Lou, che portarono alla morte di Clay Critter. Tuttavia, Krypto e Titus riformarono il gruppo per salvare un certo numero di cani fatti scomparire da un ladro alieno.

## Altri media
Il gruppo, formato da Beppo the Super Monkey, Streaky the Super Cat e Krypto the Super Dog, compare nel cortometraggio per l'anniversario del personaggio di Superman, DC Nation Superman 75th Anniversary, proiettato alla New York Comic Con del 2013 ed è stato incluso nel DVD de L'uomo d'acciaio.